# Madoi
Madoi (chữ Tạng: རྨ་སྟོད་རྫོང; Wylie: rma stod rdzong; ZWPY: Madoi Zong; tiếng Trung: 玛多县; bính âm: Mǎduō Xiàn, Hán Việt: Mã Đa huyện) là một huyện thuộc châu tự trị dân tộc Tạng Golog (Quả Lặc), tỉnh Thanh Hải, Trung Quốc. Đây là huyện có độ cao trung bình lớn nhất tại Trung Quốc với cao độ 4.300m. Madoi thuộc khu vực thượng lưu của Hoàng Hà

### Trấn
- Mã Tra Lý (玛查理镇)
- Hoa Thạch Giáp (花石峡镇)

### Hương
- Hoàng Hà (黄河乡)
- Trát Lăng Hồ (扎陵湖乡0